# Rostislav Václavíček
Rostislav Václavíček (* 7. Dezember 1946 in Vrahovice, Tschechoslowakei; † vor oder am 7. August 2022 in Brünn) war ein tschechoslowakischer Fußballspieler. Mit der tschechoslowakischen Mannschaft gewann er 1980 das olympische Fußballturnier. Mit 280 Erstligaspielen in Folge ist er tschechoslowakischer Rekordhalter.

## Karriere
Rostislav Václavíček spielte seit seiner Jugend für Železárny Prostějov, wo er meist im offensiven Mittelfeld, hin und wieder auch als Stürmer eingesetzt wurde. 1970 sollte der 1,90 m große Václavíček zu FC Zbrojovka Brno wechseln, das gegen den Abstieg aus der 1. Liga kämpfte. Der Trainer konnte Václavíček einen Wechsel nach Brünn ausreden, stattdessen verhandelte sein Verein mit Baník Ostrava, jedoch ohne Ergebnis. Schließlich einigte sich Železárny Prostějov mit dem Zweitligisten NHKG Ostrava über einen Transfer. Als Ablöse für Václavíček baute der Träger des NHKG, das Stahlwerk Nová huť eine Tribüne im Stadion von Prostějov, die heute noch steht.
1971 wechselte Václavíček, inzwischen zum Verteidiger umgewandelt, doch noch zu Zbrojovka. Vom 1. Mai 1972 bis zum 10. Juni 1981 trat er in 280 Begegnungen ohne Unterbrechung für Zbrojovka an, bis heute tschechoslowakischer respektive tschechischer Rekord. In der Spielzeit 1977/78 führte er seine Mannschaft als Kapitän zum bisher einzigen Titelgewinn in der Geschichte des Vereins.
In die A-Nationalmannschaft schaffte es der zuverlässige Václavíček nie, mit der Tschechoslowakischen Olympiaauswahl, für die er 17 Spiele absolvierte, gewann er bei den Spielen 1980 in Moskau die Goldmedaille.
1981 wechselte Václavíček zum KSC Hasselt in die 2. Belgische Liga, wo Josef Masopust als Trainer arbeitete. Er kehrte 1984 nach Brünn zurück, das mittlerweile in die 2. Liga abgestiegen war. Nach zweieinhalb Spielzeiten, in denen sich seine Mannschaft vergeblich um den Aufstieg bemühte, beendete Václavíček seine Laufbahn. Bis 1990 war er noch als Spielertrainer in unteren österreichischen Ligen tätig.

### Erfolge
- Tschechoslowakischer Meister 1978
- Olympiasieger 1980

## Nach der Spielerkarriere
Václavíček kehrte 1990 nach Brünn zurück, wo er bis 1993 als Trainerassistent und bis 1995 als Funktionär arbeitete. Anschließend übernahm er bei kleineren Vereinen in Tschechien das Traineramt, in der Saison 2006/07 trainiert Václavíček den Fünftligisten FC CVM Mokrá-Horákov.